# Großropperhausen

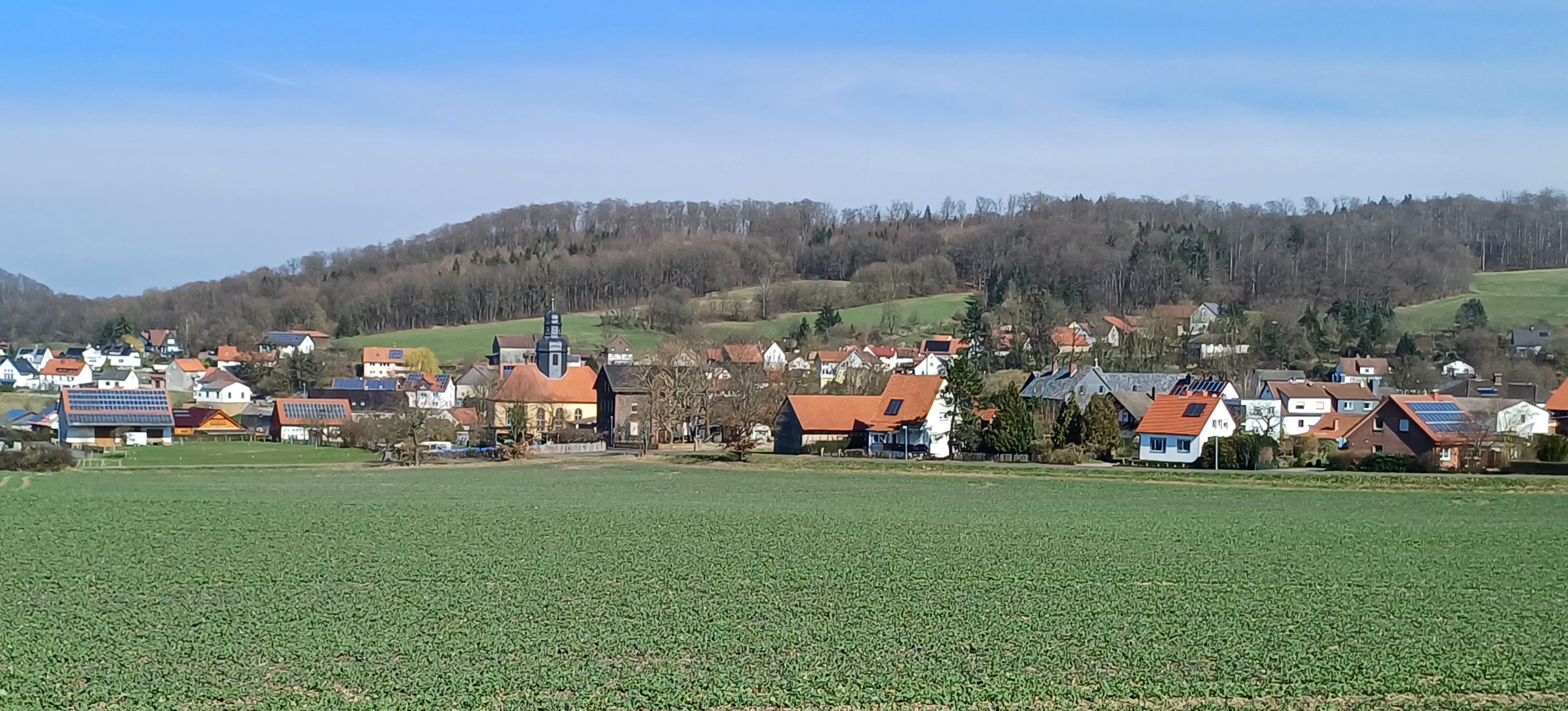
Großropperhausen von Süden

Großropperhausen ist ein Ortsteil der Gemeinde Frielendorf im nordhessischen Schwalm-Eder-Kreis.

## Geographische Lage
Großropperhausen liegt im Nordteil des Knüllgebirges, landläufig nur Knüll genannt, rund 5 km südöstlich des Frielendorfer Kernorts und etwa 11 km südlich von Homberg. Durchflossen wird es vom Efze-Zufluss Ohebach. Die Ortslage erstreckt sich von 325 bis 390 m ü. NN.

## Geschichte
Die älteste bekannte schriftliche Erwähnung von Großropperhausen erfolgte unter dem Namen Raporgehusen im Jahr 1232. Die Überreste der mittelalterlichen, wahrscheinlich von den Herren von Heimbach erbauten Burg Ropperhausen sind noch erhalten. Am südöstlichen Ortsrand befindet sich inmitten eines Gutshofs das Schloss Großropperhausen, ein 1832 von den Herren von Baumbach erbautes Herrenhaus. Zur Gemarkung gehören die Wüstungen Froschhain, Gerlachshain, Glashütte, Hilpertshain, Ringsmühle, Rungerode und Solnhausen sowie das Haus Samtholz, ein Schotterwerk und der Waldhof.
Zum 1. Januar 1974 wurden im Zuge der Gebietsreform in Hessen kraft Landesgesetz die beiden Großgemeinden Frielendorf und Grenzebach (das sich am 31. Januar 1971 aus den Gemeinden Leimsfeld, Obergrenzebach und Schönborn gebildet hatte) mit den bisher selbständig gebliebenen Gemeinden Allendorf, Großropperhausen, Leuderode, Spieskappel und Verna zu einer wiederum neuen Großgemeinde Frielendorf zusammengeschlossen. Sitz der Gemeindeverwaltung wurde  Frielendorf. Für die ehemals eigenständigen Gemeinden von Frielendorf wurde je ein Ortsbezirk mit Ortsbeirat und Ortsvorsteher nach der Hessischen Gemeindeordnung gebildet.

## Bevölkerung

### Einwohnerstruktur 2011
Nach den Erhebungen des Zensus 2011 lebten am Stichtag, dem 9. Mai 2011, in Großropperhausen 699 Einwohner. Darunter waren 3 (0,4 %) Ausländer.
Nach dem Lebensalter waren 129 Einwohner unter 18 Jahren, 246 zwischen 18 und 49, 168 zwischen 50 und 64 und 156 Einwohner waren älter. Die Einwohner lebten in 282 Haushalten. Davon waren 72 Singlehaushalte, 72 Paare ohne Kinder und 106 Paare mit Kindern, sowie 24 Alleinerziehende und 3 Wohngemeinschaften. In 63 Haushalten lebten ausschließlich Senioren und in 174 Haushaltungen lebten keine Senioren.

### Einwohnerentwicklung
| Quelle: Historisches Ortslexikon |                           |
| • 1585:                          | 86 Hausgesesse            |
| • 1681:                          | 40 Hausgesesse            |
| • 1783:                          | 112 Häuser, 519 Einwohner |

| Großropperhausen: Einwohnerzahlen von 1783 bis 2017 | Großropperhausen: Einwohnerzahlen von 1783 bis 2017 | Großropperhausen: Einwohnerzahlen von 1783 bis 2017 | Großropperhausen: Einwohnerzahlen von 1783 bis 2017 | Großropperhausen: Einwohnerzahlen von 1783 bis 2017 |
| --- | --------------------------------------------------- | --------------------------------------------------- | --------------------------------------------------- | --------------------------------------------------- |
| Jahr |                                                     |                                                     |                                                     | Einwohner                                           |
| 1783 | 1783                                                |                                                     | 519                                                 | 519                                                 |
| 1800 | 1800                                                |                                                     | ?                                                   | ?                                                   |
| 1834 | 1834                                                |                                                     | 777                                                 | 777                                                 |
| 1840 | 1840                                                |                                                     | 834                                                 | 834                                                 |
| 1846 | 1846                                                |                                                     | 838                                                 | 838                                                 |
| 1852 | 1852                                                |                                                     | 833                                                 | 833                                                 |
| 1858 | 1858                                                |                                                     | 832                                                 | 832                                                 |
| 1864 | 1864                                                |                                                     | 870                                                 | 870                                                 |
| 1871 | 1871                                                |                                                     | 775                                                 | 775                                                 |
| 1875 | 1875                                                |                                                     | 719                                                 | 719                                                 |
| 1885 | 1885                                                |                                                     | 728                                                 | 728                                                 |
| 1895 | 1895                                                |                                                     | 722                                                 | 722                                                 |
| 1905 | 1905                                                |                                                     | 662                                                 | 662                                                 |
| 1910 | 1910                                                |                                                     | 702                                                 | 702                                                 |
| 1925 | 1925                                                |                                                     | 693                                                 | 693                                                 |
| 1939 | 1939                                                |                                                     | 699                                                 | 699                                                 |
| 1946 | 1946                                                |                                                     | 916                                                 | 916                                                 |
| 1950 | 1950                                                |                                                     | 925                                                 | 925                                                 |
| 1956 | 1956                                                |                                                     | 843                                                 | 843                                                 |
| 1961 | 1961                                                |                                                     | 860                                                 | 860                                                 |
| 1967 | 1967                                                |                                                     | 870                                                 | 870                                                 |
| 1980 | 1980                                                |                                                     | ?                                                   | ?                                                   |
| 1990 | 1990                                                |                                                     | ?                                                   | ?                                                   |
| 2000 | 2000                                                |                                                     | ?                                                   | ?                                                   |
| 2011 | 2011                                                |                                                     | 699                                                 | 699                                                 |
| 2017 | 2017                                                |                                                     | 718                                                 | 718                                                 |
| Datenquelle: Historisches Gemeindeverzeichnis für Hessen: Die Bevölkerung der Gemeinden 1834 bis 1967. Wiesbaden: Hessisches Statistisches Landesamt, 1968. Weitere Quellen: LAGIS; Gemeinde Frielendorf, Zensus 2011 |                                                     |                                                     |                                                     |                                                     |

### Historische Erwerbstätigkeit
| • 1783: | vier Schneider, fünf Schuhmacher, ein Schmied, ein Schreiner, ein Fenstermacher, sechs Leineweber, ein Krämer, zwei Branntweinschenken, 20 Tagelöhner (-innen), drei Müller |
| • 1838  | Familien: 48 Ackerbau, 42 Gewerbe, 63 Tagelöhner. |
| • 1961  | Erwerbspersonen: 197 Land- und Forstwirtschaft, 146 produzierendes Gewerbe, 20 Handel und Verkehr, 30 Dienstleistungen und Sonstiges                                        |

## Religion

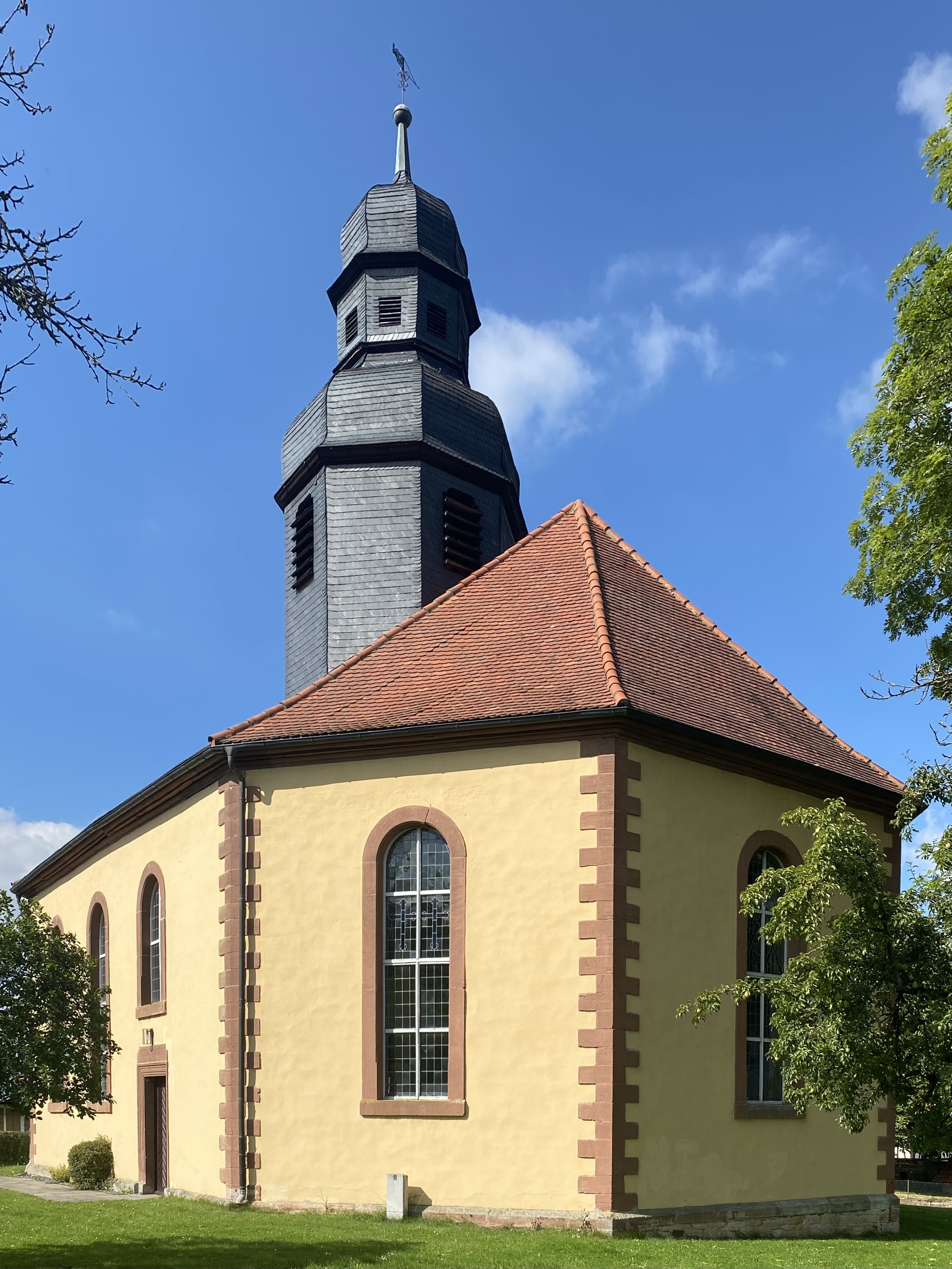
Evangelische Kirche

### Evangelische Gemeinde
Die beiden ursprünglich evangelisch-reformierten Gemeinden Großropperhausen und Lenderscheid sind kein Kirchspiel mehr, sondern haben sich zu einer evangelischen Kirchengemeinde vereinigt. Neben einer barocken, von 1726 bis 1728 errichteten Kirche gibt es ein Pfarrhaus und ein Gemeindehaus. Der Kirchturm erhebt sich mittig aus dem Gebäude als zweistufiger oktogonaler Haubendachreiter. In der Kirche befindet sich auf der südlichen Empore die Patronatsloge der Familie von Baumbach; zu dieser Loge führt eine eigene Treppe, die über das Südportal mit dem Namen des „Hans Ludwig von Baumbach“ zu erreichen ist. Den Grundriss der nach Osten ausgerichteten Kirche bildet ein lang gestrecktes Achteck. Am nordöstlichen Ortsrand befindet sich ein Friedhof.

### Jüdische Gemeinde
Am Ortsrand (Am Sterckelsberg) liegt der jüdische Friedhof Großropperhausen mit einer Fläche von 10,32 ar. Um 1835 wurde eine Synagoge als zweigeschossiges Fachwerkhaus mit Walmdach erbaut. Links des Eingangs befand sich mit einem fast quadratischen Grundriss ein nach Osten gerichteter Betraum mit einseitiger Empore. Rechts im Erdgeschoss befand sich ein Schulraum, im Obergeschoss eine Lehrerwohnung. Das Gebäude wurde später an eine nichtjüdische Familie veräußert, umgebaut und wird heute als Wohnhaus genutzt.

### Historische Religionszugehörigkeit
| Quelle: Historisches Ortslexikon |                                                                                             |
| • 1861:                          | 768 evangelisch-reformierte, ein katholischer, ein andersgläubiger, 83 jüdische Einwohner.  |
| • 1885:                          | 681 evangelische (= 93,54 %), drei katholische (= 0,41 %), 44 jüdische (= 6,04 %) Einwohner |
| • 1961:                          | 790 evangelische (= 91,86 %), 67 katholische (= 7,79 %) Einwohner                           |

## Politik
Für Großropperhausen  besteht ein Ortsbezirk (Gebiete der ehemaligen Gemeinde Großropperhausen) mit Ortsbeirat und Ortsvorsteher nach der Hessischen Gemeindeordnung. Der Ortsbeirat besteht aus neun Mitgliedern.
Bei den Kommunalwahlen in Hessen 2021 betrug die Wahlbeteiligung zum Ortsbeirat Großropperhausen 55,9 %. Alle Kandidaten gehörten der „Ropperhäuser Gemeinschaftsliste“ an. Der Ortsbeirat wählte Stefan Braun zum Ortsvorsteher.

## Verkehr
Die Busse der Linien 472, 473 und 493 des Nordhessischen Verkehrsverbundes (NVV) stellen den öffentlichen Personennahverkehr sicher.
Im Ort treffen sich die Landesstraßen 3152 und 3158 und die Kreisstraße 124.

## Sonstiges

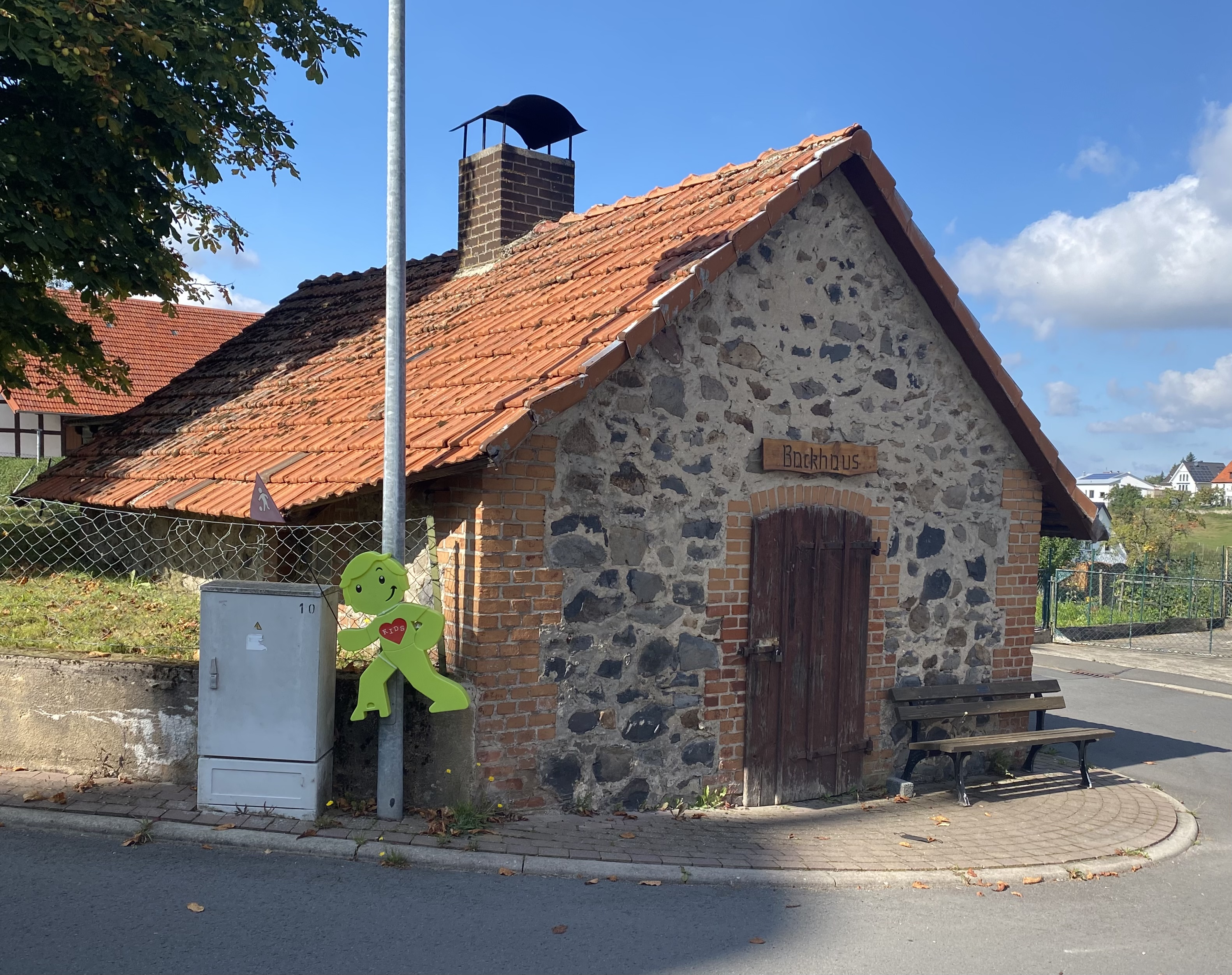
Backhaus Schulstraße

- Die Backhäuser werden heute noch wöchentlich benutzt.
- In Großropperhausen gibt es ein mit Solarenergie beheiztes Freibad.
- Der Ort hat eine öffentliche Grundschule.
- Besonders sehenswert sind zahlreiche Fachwerkhäuser.
- Ansässig ist ein Basalt-Steinbruch des Stormarnwerks Frielendorf mit dem sog. Franzosenbruch.[13]